# Stepantsminda
Stepantsminda (in georgiano სტეფანწმინდა?), già nota come Kazbegi (ყაზბეგი), è un comune della Georgia, situato nella regione di Mtskheta-Mtianeti.